# Карл Готфрід Нейман
Карл Готфрід Нейман (нім. Carl Gottfried Neumann; 7 травня 1832, Кенігсберг — 27 березня 1925, Лейпциг) — німецький математик, професор університетів у Базелі (з 1863), Тюбінгені (з 1865) і Лейпцигу (з 1868). Син відомого мінералога, фізика і математика Франца Ернста Неймана і брат вченого-медика Ернста Неймана.

## Біографія
Карл Готфрід Нейман народився 7 травня 1832 року в Кенігсберзі, Пруссія в сім'ї мінералога, фізика і математика Франца Ернста Неймана, який був професором мінералогії і фізики в Кенігсберзькому університеті. Карл Нейман навчався в Кенігсберзі і Галле і був професором в університетах Галле, Базеля, Тюбінгена і Лейпцига.
Перебуваючи в Кенігсберзі, він вивчав фізику разом зі своїм батьком, а пізніше, будучи працюючим математиком, займався майже виключно проблемами, що виникають з фізики. Натхненний роботами Бернхарда Рімана з електродинаміки, Нейман розробив теорію, засновану на кінцевому поширенні електродинамічних впливів, яка зацікавила Вільгельма Едуарда Вебера і Рудольфа Клаузіуса, щоб вступити з ним в листування. Вебер описав професуру Неймана в Лейпцигу як «вищу механіку, яка по суті охоплює математичну фізику», і його лекції так і зробили. Максвелл посилається на електродинамічну теорію, розроблену Вебером і Нейманом у вступі до динамічної теорії електромагнітного поля (1864).
Нейман працював над принципом Діріхле і може вважатися одним з ініціаторів теорії інтегральних рівнянь. Ряд Неймана, який аналогічний геометричному ряду:
{\displaystyle {\frac {1}{1-x}}=1+x+x^{2}+\cdots }
але для нескінченних матриць або для обмежених операторів, названий на його честь.
Разом з Альфредом Клебшем Нейман заснував журнал математичних досліджень «Mathematische Annalen». Він помер у Лейпцигу.
На його честь названо граничну умову Неймана для деяких типів звичайних і диференціальних рівнянь в часткових похідних (Cheng and Cheng, 2005).

## Область наукових інтересів
Основні праці з диференціальних рівнянь і алгебраїчних функцій.
У теорії диференціальних рівнянь з приватними похідними Нейману належать роботи, що відносяться до теорії потенціалу (зокрема, до теорії логарифмічного потенціалу), де їм дано метод (метод Неймана) рішення задачі Діріхле для випадку опуклих контурів (на площині) і опуклих поверхонь (у просторі).
Досліджував другу крайову задачу (т.зв. завдання Неймана).
Роботи з математичної фізики, електродинаміки, механіки, гідродинаміки. Розвинув теорію потенціалу. Висунув (1870 р.) ідею інерціальної системи відліку. Передбачив явище термодифузії (1872 р.). У 1875 р. виконав математичний аналіз диференціальних співвідношень термодинаміки (ввів відмінність в позначеннях повних диференціалів і нескінченно малих величин).

## Нагороди і почесті
- Прусська академія наук (1893)
- Баварська академія наук (1895)
- Орден Pour le Mérite (1897)
- Орден Максиміліана «За досягнення в науці та мистецтві» (Баварія) (1897)

## Публікації
- Das Dirichlet'sche Princip in seiner Anwendung auf die Riemann'schen Flächen (B. G. Teubner, Leipzig, 1865)
- Vorlesungen über Riemann's Theorie der Abel'schen Integrale  (B. G. Teubner, 1865)
- Theorie der Bessel'schen functionen: ein analogon zur theorie der Kugelfunctionen (B. G. Teubner, 1867)
- Untersuchungen über das Logarithmische und Newton'sche potential [Архівовано 15 червня 2021 у Wayback Machine.] (B. G. Teubner, 1877)
- Allgemeine Untersuchungen über das Newton'sche Princip der Fernwirkungen, mit besonderer Rücksicht auf die elektrischen Wirkungen (B. G. Teubner, 1896)
- Über die Methode des arithmetischen Mittels (S. Hirzel, Leipzig, 1887)
- Die elektrischen Kräfte (Teubner, 1873-1898)